# NGC 5197
NGC 5197 ist eine 14,3 mag helle Linsenförmige Galaxie vom Hubble-Typ S0/a im Sternbild Jungfrau nördlich der Ekliptik. Sie ist schätzungsweise 284 Millionen Lichtjahre von der Milchstraße entfernt und hat einen Durchmesser von etwa 50.000 Lj.
Im selben Himmelsareal befinden sich u. a. die Galaxien NGC 5184, NGC 5192, NGC 5196, NGC 5202.
Das Objekt wurde am 12. April 1864 von Albert Marth entdeckt.